# أوليسيا رولين
اوليسيا رولين(بالروسية: Oлeся Pулин ولدت في (17 مارس 1986) في موسكو روسيا. ممثلة ومغنية روسية-أمريكية، اشتهرت بعد دورها في الفيلم الغنائي (بالإنجليزية: هاي سكول ميوزيكال)‏ الذي قدمته قناة ديزني.

## أصلها
رولين ولدت في موسكو وقتها الاتحاد السوفيتي. وأمضت طفولتها في مدينة ليخوسلافل ثم أنتقلت مع عالتها إلى موسكو.
هي تقيم اليوم في سولت ليك في أمريكا[ ؟ ].

## وصلات خارجية
- أوليسيا رولين على موقع IMDb (الإنجليزية)
- أوليسيا رولين على موقع ألو سيني (الفرنسية)
- أوليسيا رولين على موقع ميوزك برينز (الإنجليزية)
- أوليسيا رولين على موقع أول موفي (الإنجليزية)
- أوليسيا رولين على موقع قاعدة بيانات الأفلام السويدية (السويدية)
- أوليسيا رولين على موقع إن إن دي بي (الإنجليزية)
- أوليسيا رولين على موقع قاعدة بيانات الفيلم (الإنجليزية)
- أوليسيا رولين على موقع كينوبويسك (الروسية)